# Jacques Houdek
Jacques Houdek (Velika Gorica, 14 april 1981) is een Kroatisch zanger.

## Biografie
Hij volgde zes jaar lang een muzikale basisschool, waar zang zijn hoofdvak was. Tijdens zijn kappersopleiding aan de middelbare school, volgde hij opnieuw een muzikale opleiding, maar nu op hoger niveau. Dit keer was solozang zijn hoofdvak. Na dit afgerond te hebben reisde hij af naar de Verenigde Staten waar hij lessen volgde aan de Berklee School of Music.
Om zijn zang te verbeteren volgde hij vervolgens seminaries in onder andere Frankrijk, Griekenland en Italië. Hij zingt in het Kroatisch, Engels, Spaans, Italiaans, Frans en Duits.
In 2002 brak hij door toen hij optrad in de nationale voorrondes voor het Eurovisiesongfestival met het liedje Čarolija. In totaal nam hij zes maal deel aan de Kroatische preselectie, telkens tevergeefs. Begin 2017 werd hij door de Kroatische openbare omroep intern aangeduid om zijn land te vertegenwoordigen op het Eurovisiesongfestival 2017 in Oekraïne. Hij bemachtigde een finaleplaats en werd daar 13de.